# じつは義妹でした。〜最近できた義理の弟の距離感がやたら近いわけ〜
『じつは義妹でした。〜最近できた義理の弟の距離感がやたら近いわけ〜』（じつはいもうとでした。〜さいきんできたぎりのおとうとのきょりかんがやたらちかいわけ〜）は、白井ムクによる日本のライトノベル。イラストは千種みのりが担当。略称は「じついも」。YouTubeチャンネル「カノンの恋愛漫画」の漫画シリーズのノベライズで、書籍版が富士見ファンタジア文庫（KADOKAWA）より2021年11月から刊行されている。2024年4月時点で電子版を含めたシリーズ累計部数は30万部を突破している。
メディアミックスとして、小説の刊行に合わせて作品PVおよびボイスコミックが制作されているほか、堺しょうきち作画によるコミカライズが『ドラドラふらっと♭』（KADOKAWA）にて2022年9月1日より配信されている。

## あらすじ
父親の再婚で主人公・涼太に「きょうだい」・晶ができた。ずっと弟が欲しいと思っていた涼太は、仲良くなろうと積極的に関わっていく。しかし晶は一定の距離を置こうとしていた。涼太の献身的な行動により晶少しずつ心を開いていくが、涼太は大きな勘違いを1つしていた。そんな中涼太の提案で一緒にお風呂に入ることになった2人。そこで涼太が勘違いに気づく。
兄貴が勘違いに気付いた後も同じように接してくれる涼太に晶はとある感情が芽生え、今度は晶から積極的に関わっていく。

## 登場人物
声優は作品PV・ボイスコミック版のもの。
真嶋 涼太（まじま りょうた）
声 - 松岡禎丞
高校2年生。弟が出来たことを喜び、晶が馴染めるように積極的に行動している。しかし、晶のことを「義弟」と勘違いしていた。
姫野 晶（ひめの あきら）
声 - 内田真礼
高校1年生。母親の再婚でできた、涼太の義理の「きょうだい」。最初は新しい家族に距離を取ろうとしていたが、涼太の献身的な態度で、徐々に涼太に惹かれていく。
上田 光惺（うえだ こうせい）
声 - 土岐隼一
涼太の友人。面倒くさがりで、雑な性格。晶のことを思う涼太に助け舟を出す一面も。
上田 ひなた（うえだ ひなた）
声 - 高野麻里佳
光惺の妹で涼太とも仲の良い高校1年生。献身的で世話好きな兄想いの妹。

## 既刊一覧

### 小説
- 白井ムク（著）、千種みのり（イラスト） 『じつは義妹でした。〜最近できた義理の弟の距離感がやたら近いわけ〜』KADOKAWA〈富士見ファンタジア文庫〉、全8巻
  1. 2021年11月20日初版発行（同日発売[7]）、ISBN 978-4-04-074293-9
  2. 2022年2月9日初版発行（同日発売[6]）、ISBN 978-4-04-074482-7
  3. 2022年6月17日初版発行（同日発売[8]）、ISBN 978-4-04-074581-7
  4. 2022年10月20日初版発行（同日発売[9]）、ISBN 978-4-04-074734-7
  5. 2023年4月20日初版発行（同日発売[10]）、ISBN 978-4-04-074883-2
  6. 2023年11月17日初版発行（同日発売[11]）、ISBN 978-4-04-075226-6
  7. 2024年4月20日初版発行（4月19日発売[12]）、ISBN 978-4-04-075414-7
  8. 2024年10月19日発売[13]、ISBN 978-4-04-075622-6

### 漫画
- 白井ムク（原作）、千種みのり（キャラクター原案）、堺しょうきち（作画） 『じつは義妹でした。〜最近できた義理の弟の距離感がやたら近いわけ〜』KADOKAWA〈ドラゴンコミックスエイジ〉、既刊6巻（2025年4月9日現在）
  1. 2023年1月7日初版発行（同日発売[14]）、ISBN 978-4-04-074830-6
  2. 2023年5月9日初版発行（同日発売[15]）、ISBN 978-4-04-074988-4
  3. 2024年1月9日発売[16]、ISBN 978-4-04-075273-0
  4. 2024年6月7日発売[17]、ISBN 978-4-04-075478-9
  5. 2024年10月9日発売[18]、ISBN 978-4-04-075636-3
  6. 2025年4月9日発売[19]、ISBN 978-4-04-075869-5

### 画集
- 千種みのり 『千種みのりArtWorks 「じつは義妹でした。」』 KADOKAWA、2024年10月19日発売[20]、ISBN 978-4-04-075623-3

## ASMR
2024年4月19日にKADOKAWAの音声専門レーベル「G'sこえけん〜G's音声活動研究会〜」より、ASMR作品『じつは義妹でした。ASMR〜義妹と過ごす一年〜』がダウンロード販売された。
声は、PV・ボイスコミック版でも姫野晶を担当した内田真礼が演じている。シナリオは五十嵐雄策が担当。